# Elisa Soriano Fisher
Elisa Soriano Fischer (Madrid, 22 de octubre de 1891 - Madrid, 3 de diciembre de 1964) fue una docente y oftalmóloga española. Fundó la Asociación Nacional de Mujeres Españolas (ANME) y presidió la Juventud Universitaria Femenina (JUF). Se la considera una figura destacada del sufragio universal y del feminismo asociativo e intelectual durante las décadas de 1920 y 1930, hasta el inicio de la Guerra Civil Española. Vivió en una época convulsa en la que tuvieron lugar varios cambios políticos de gran relevancia para la España del siglo xx, como la monarquía de Alfonso XIII, la dictadura de Primo de Rivera, la Segunda República y la dictadura franquista.

## Biografía

### Primeros años
Elisa Soriano nació en Madrid el 22 de octubre de 1891, hija de Enriqueta Fischer, fallecida antes de que Elisa cumpliera los 5 años, y José Soriano Surroca (1865-1938), ginecólogo y académico madrileño. Hasta los 13 años de edad, estudió en el colegio San Luis de los Franceses de la capital de España, y continuó sus estudios en el Instituto General y Técnico de Guadalajara. Inició su formación como pedagoga en la Escuela Normal Superior de Maestras, donde terminó el Grado Superior de Maestra de Primera Enseñanza con una calificación de sobresaliente en el año 1912. Un año después trabajó como secretaria de la Comisión de Reglamento de la Caja de socorros y se integró en el Comité Femenino de Higiene Popular de Madrid.
En 1914, poco tiempo después de que fuera aprobado el derecho de acceso a la Universidad para las mujeres, Elisa se matriculó en Medicina, siendo una de las primeras mujeres españolas en acceder a la enseñanza superior. A pesar de ser la única mujer de la promoción de aquel año, contó con el apoyo de Sebastián Recasens, decano de Medicina y ginecólogo. Eligió oftalmología como especialidad, que era la especialidad de la también doctora Trinidad Arroyo, una de las tres mujeres que practicaban la medicina en la capital. En 1915 trabajó como auxiliar de la inspección médico-escolar de Madrid, un año más tarde fue la primera mujer en solicitar alumno interno de la Beneficencia Provincial de Madrid. También fue vicesecretaria de Protección Escolar. Obtuvo la licenciatura en Medicina en la Universidad Central en 1918 y el doctorado en 1919 con una tesis sobre tumores oculares.

### Trabajo como doctora y profesora
Elisa Soriano comenzó una doble trayectoria profesional, que mantuvo toda su vida, en la que combinaba la oftalmología que llevaba a cabo en diversas instituciones públicas, así como desinteresadamente en la Real Policlínica del Socorro de Madrid y en una consulta privada con la enseñanza de Higiene, Fisiología y Anatomía como catedrática en Escuela Normal Central de Maestras. Participó en varios congresos, llegando a ser vocal del Segundo Congreso Internacional de Ciencias Administrativas, donde presentó “La Cruz Roja Internacional en paz y en guerra”, junto con la escritora Blanca de los Ríos de Lampérez y la poeta Sofía Casanova.
En 1921 Elisa Soriano Fisher se convierte en la primera mujer española en tener un cargo oficial en el Hospital, recibiendo variors homenajes, como el de la ANME y la JUF organizado en los salones del Hotel Palace, al que asistieron algunas feministas españolas como María Espinosa o Dolores Velasco.
En 1927 Elisa Soriano, que ya formaba parte de la Asociación Internacional de Médicas, fue nombrada por famosa médica y feminista Kate Carnpbell Hurd-Mead, presidenta de Medical Women International Association (MWIA), en un artículo que escribió tras una visita a España. Además, Soriano aprobó las oposiciones y obtuvo una plaza en el cuerpo médico de la Marina Civil, convirtiéndose así en la primera mujer que embarcó para ejercer su profesión. Allí trabajó durante todo un año como inspectora médica en dos líneas de pasajeros que cubrían el trayecto hasta América del Sur.
Después de la Guerra Civil, Elisa Soriano siguió trabajando como catedrática y oftalmóloga pediatra, promoviendo de manera activa encuentros de carácter literario y cultural. En 1962, dos años antes de su muerte, recibió la Medalla de la Ciudad de Madrid.

## Activismo feminista
Elisa Soriano luchó durante toda su vida por la liberación, por el camino hacia la modernidad, la emancipación y la libertad de la mujer. La doctora Soriano creía en las mujeres con autocapacidad y autonomía, todo proporcionado principalmente por la educación. Destacable fue su apoyo a las mujeres para "hacerles comprender que no eran el sexo débil, y que no dependían de un sistema patriarcal". Desde los años 20, Elisa formaba parte de numerosas agrupaciones feministas, siendo una de las máximas responsables del asociacionismo español de la época. Es uno de los personajes más destacados del Madrid de la época, pues fue una gran influencia para muchas mujeres que llevaron a cabo varios momentos claves del feminismo español. Es evidente que la doctora Soriano fue una feminista y defensora de la igualdad de género.
La finalización de la Primera Guerra Mundial supuso el inicio de la lucha por los derechos de las mujeres. A finales del año 1918, se creó la Asociación Nacional de Mujeres Españolas (ANME) y Elisa era una de sus integrantes. Entre algunos de los objetivos más deseados por parte de la organización se encuentran: conseguir el derecho y acceso a la educación, el trabajo con igual remuneración, es decir, el mismo salario para un mismo trabajo independientemente de quien lo haya realizado, defender los derechos femeninos, protección a toda iniciativa femenina e idea humanitaria, etc. En la primera información que aparece en la prensa, concretamente en El Globo del día 8 de diciembre bajo el título de “La fuerza que nace”, se encuentra un manifiesto que acaba con estas palabras: “Si te preguntan qué es feminismo, contesta: “Redención de la mujer, perfección de las sociedades, elevación de la Humanidad”. Además de Elisa, también se encontraban otras mujeres que eran activistas de la ANME como Benitas Asas, Dolores Velasco y Julia Peguero Sanz que estaban lideradas por María Espinosa de los Monteros. La ideología de esta organización se consideraba como feminista de centro.
Además de formar parte de la Asociación Nacional de Mujeres Españolas, Soriano fue la fundadora de la Juventud Universitaria Feminista (JUF), cuyo objetivo era ser la unión entre mujeres de diferentes ámbitos y asociaciones; en la organización había lugar para todo tipo de mujeres sin importar su ideología: republicanas, monárquicas y católicas. Por todos estos motivos, Soriano se convirtió en 1919 en vocal del Consejo Supremo Feminista de España, una organización creada como resultado de la unión de varias asociaciones sufragistas del país: la Sociedad Progresiva Femenina, la Liga Española para el Progreso de la Mujer, la Sociedad Concepción Arenal, de Valencia, la Asociación Mujer del Porvenir, de Barcelona y la ANME. Los estatutos de la JUF fueron publicados en la revista Redención, y recogían el principal objetivo de la asociación: “al estudiar una carrera, que [las mujeres] puedan obtener los mismos puestos que los hombres cuando por su inteligencia los merezcan”. Donde apareció por primera vez el nombre Juventud Universitaria Feminista, fue en Redención, una revista mensual de carácter feminista. Elisa afirmó la oficialidad de la organización universitaria para tener carácter propio en acciones feministas específicas de la universidad y en congresos. Dos años más tarde, concretamente, en la Junta General de la Asociación Nacional de Mujeres Españolas, Soriano fue seleccionada como una de las “vocales natos” de la nueva junta directiva.
Su constante lucha por la igualdad la llevó, en junio de 1920, a ser la delegada española por la Juventud Universitaria de Madrid, en el congreso celebrado en Ginebra por iniciativa de la Alianza Internacional para el Sufragio de la mujer. Un congreso que supuso un gran paso hacia el sufragio femenino. Sin embargo, su presencia no era para nada extraña. La doctora Soriano era considerada uno de los iconos del feminismo español y siempre se encontraba en los lugares en los que creía que era necesario representar las aspiraciones de las mujeres.
Un texto firmado por J.P (Julia Peguero) hace referencia al discurso que la doctora Soriano, presidenta de la JUF y vocal de la ANME, realizó en el acto presidido por el decano de la Facultad de Filosofía y Letras. Elisa se manifestó totalmente dispuesta a llevar toda labor profesional común a los dos sexos. Mencionó haber sido representadas en el Congreso para el Sufragio de la Mujer celebrado el año anterior en Ginebra, por Beatriz Galindo, autora de renombre; y en el de las Mujeres Universitarias de Londres, cuya representante fue María de Maeztu, directora de la Residencia de Señoritas. En el discurso recalcaron que el principal objetivo de la organización era proteger a las mujeres dedicadas a estudios universitarios, y esto se hacía otorgando dinero a mujeres universitarias. Las afortunadas de ese año fueron María Cejudo Hervás (Facultad de Ciencias, sección de Naturaleza) y Rosi Poy Martí (Facultad de Medicina, Odontología). En este acto trató temas como la separación o unión de estudiantes de ambos sexos; de la necesidad de dejar a un lado las ideales profesionales, las pasiones políticas y religiosas, “evitando llevar al seno augusto de la Universidad rencores de bandería que en nada atañen a los fundamentos de su fundación”. Terminó haciendo un llamamiento a la mujer, diciendo que toda misión ha de ser de paz: “nunca de antagonismos y rencores”. Las últimas palabras de su discurso fueron que cada institución haría lo que se le encomiende para cultivar a los jóvenes.
En febrero de 1921 la doctora Fisher llevó a cabo un estudio-reforma de los Códigos Civil y Penal en todo lo relacionado con la mujer y el niño. En septiembre del mismo año, se anunciaba el premio del concurso, el cual se rebajó a solo cuatro asignaturas de facultad a la alumna con el mejor expediente en las asignaturas cursadas hasta el momento, añadiendo que “Ínterin la práctica vaya demostrando las reformas que conviene introducir en las bases del presente concurso y la experiencia indique si nuestro proyecto puede convertirse en algo definitivo, esta Sociedad se ve precisada a dar a este concurso caracteres de menor amplitud de la que desea”.
La relevancia de la JUF y su presidenta Elisa era notable, ya que tuvo una audiencia con el rey en octubre de 1921. Ese mismo mes Soriano asistió al Congreso Internacional de Estudiantes (Montpellier) como delegada oficial de la UNEE. Al volver, se dirigió a Barcelona con la presidenta y secretaria de la JUF, María Bardan; y durante su estancia allí, fue invitada por Acción Feminista a dar un discurso sobre “La Juventud Universitaria Feminista”. A finales de ese año, en la Universidad Central, Elisa Soriano entregó, por segundo año consecutivo, los premios otorgados a Mercedes García López (Ciencias Naturales) y Juana García Orcoyen (Medicina). En este acto resaltó los trabajos de la entidad, en especial los de María Espinosa de los Monteros, quien, guiada por la causa del feminismo, contribuyó a la creación de los premios. Soriano también aconsejó a los jóvenes, “esperando que al fin renaciera la fraternidad entre todos los que consagran su vida a la ciencia”. La doctora no volvió a entregar un premio hasta 11 años después, el cual fue la Beca Internacional doctora Elisa Soriano, en la Residencia Internacional de Señoritas de Madrid, proyecto que dirigió durante la Segunda República. Un año más tarde, volvieron a nombrar otra beca con su nombre.
En 1922 la JUF continuó con los proyectos y trabajos, y el primero de aquel año fue una conferencia de Odón de Buen con el tema de “Las mujeres en la Universidad”, comentando que las mujeres habían accedido a la mayoría de actividades de la vida de manera rápida y brusca, sobre todo en las de la cultura, de manera que a las primeras mujeres que fueron valientes y rompieron con los prejuicios tradicionales las calificaron de “heroínas de su sexo”. El resto del programa del año 1922 se resume, entre otros, con Pilar Oñate: “Feminismo en la literatura española”; Tomás Montejo: “La mujer ante el Derecho positivo español”; Micaela Díaz Rabaneda, profesora de la Normal de Maestras: “La mujer en las reivindicaciones feministas”, [...]. Elisa Soriano participó,en nombre de la JUF, en el homenaje a María Guerrero y Fernando Díaz de Mendoza. A su vez, convocó el primer concurso científico-literario para fomentar el estudio del trabajo de la mujer universitaria, independientemente del estudio que curse. Los diplomas se otorgaron a Catalina Vives (Ciencias) y a Concepción Peña Pastor (Letras).
Aunque fueron desvaneciéndose un poco las actividades de la JUF, no fue el caso de la fama de Elisa Soriano, hasta el punto de que Augusto Martínez Olmedilla le dedicó una publicación en la colección La Novela de Hoy en 1922, con la dedicatoria impresa: “A la doctora Elisa Soriano, infatigable paladín de nobles y elevadas empresas”. En 1924 se empezaron a llevar a cabo a través de ella una serie de entrevistas a mujeres que tenían conocimiento y opinión formada sobre el voto femenino, “mujeres que forman nuestra aristocracia intelectual”, y, cabe destacar que la doctora Soriano fue la primera a la que entrevistaron.“- Las condiciones en que debe ser concedido el voto femenino para las elecciones municipales son, en mi opinión, las mismas exactamente en las que se le concede al hombre, ya que ambos tienen, como ciudadanos, los mismos deberes, deben tener los mismos derechos, y cómo han de contribuir a las mismas cargas, deben también aportar sus opiniones cuando se trata de elegir aquellos que les han de regir”.
En 1926 se llevó a cabo en el Teatro Alcázar de Madrid el primer mitin de mujeres españolas, en el cual Elisa intervino. Un año más tarde, Soriano fue nombrada delegada por el ministerio de Instrucción Pública para representar a España en el Congreso de Bolonia. En este año la JUF, que llevaba 8 años en marcha, tuvo una gran actividad. Con apoyo, se consiguió una bolsa de estudios para universitarias que fueran miembros de la International Federation of Women University. La Comisión de la Federación en España contaba con Elisa Soriano como presidenta.Pero aun entonces quedaban muchas victorias por ganar y logros que conseguir. La JUF se convirtió en una verdadera escuela de dirigentes y colaboradores sobre todo en el ámbito profesional, pero siempre reivindicativo. Sin embargo, en 1928, los caminos de la JUF y de Elisa Soriano se separaron, ya que Soriano fue escogida en el cuerpo médico de la Marina Civil. No obstante, en 1928 fundó con un grupo de amigas a como Trinidad Arroyo y Concepción Aleixandre la Asociación de Médicas Españolas (AME). La AME estaba conectada con el movimiento internacional de mujeres médicos, un movimiento que se había fundado en los Estados Unidos en 1919 y que se había expandido por el resto del mundo. De hecho, en 1927 la doctora Soriano se entrevistó con la presidenta de Medical Women International Association. La AME y la MWIA tenían como objetivos objetivos defender profesionalmente a las mujeres médicos y mejorar la salud de mujeres y niños. La asociación se paralizó después de la guerra civil y volvió a funcionar en 1965, en los últimos años del régimen franquista.

## Influencia
Fue socia del Lyceum Club Femenino, donde tenía relación con mujeres intelectuales y destacadas del momento. Entre ellas la abogada Margarita Nelken, que probablemente comenzó después de que Fisher le ofreciera su apoyo tras leer un artículo suyo en contra del abandono de los niños y de las condiciones precarias por los que estos pasaban. Según su sobrina Alicia Margareto Soriano: “Elisa ha luchado a pesar de los hombres”. En algunos de los retratos que conservan sus sobrinas, podemos ver a Elisa junto a personas de renombre como Madame Curie, Albert Einstein, María Espinosa de los Monteros, Odón de Buen o Emilia Pardo Bazán.
Otras dos mujeres que destacaron entre su círculo de amistades fueron Clara Campoamor y Julia Peguero, con las que siguió siendo amiga incluso en la dictadura. Campoamor consideraba a la doctora Soriano un referente, a pesar de ser tres años mayor que ella. Las dos formaban parte de la Sociedad Española de Abolicionismo y del Partido Radical, el proyecto político de Alejandro Lerroux. Además, cuando Clara Campoamor volvía a España de forma clandestina, se hospedó en la casa de Elisa. Peguero también admiraba a la doctora, aunque era once años mayor que ella, y tuvieron una gran relación hasta la muerte de Elisa. Antes de la guerra, ambas habían trabajado como consejeras de libre designación del Gobierno republicano en el Consejo Nacional de Sanidad y Asistencia Pública. La admiración era mutua, pues Elisa guardaba todos los libros de la diputada y fotos personales en su biblioteca personal. En la actualidad, estos libros forman parte de la Biblioteca de la Facultad de Educación de la Universidad Complutense de Madrid.

## Obras
De la abundante obra publicada en revistas especializadas, como La Medicina Social Española (1918-20) y El Siglo Médico, pueden destacarse los artículos:
- “¿Por qué no se extiende más en España el estudiar la mujer la Medicina?”
- “La mujer española ante los acontecimientos actuales”
- “La casa de los niños”
- “La higiene y la mujer”
- “Desde Guadarrama”
- “Las mujeres españolas”
- “El tracoma en Vallehermoso”
- “Protección económica a la mujer”
- “La higiene y la moda”.
- “Contribución al estudio de los tumores malignos de la órbita”.